# Léon Gallet
Léon Louis Gallet (31 de diciembre de 1832 - 9 de mayo de 1899), relojero, empresario, filántropo y patriarca de la saga familiar propietaria de la firma relojera suiza Gallet & Company, es considerado uno de los principales responsables de la industrialización del sector relojero en la Suiza del siglo XIX.

## Semblanza

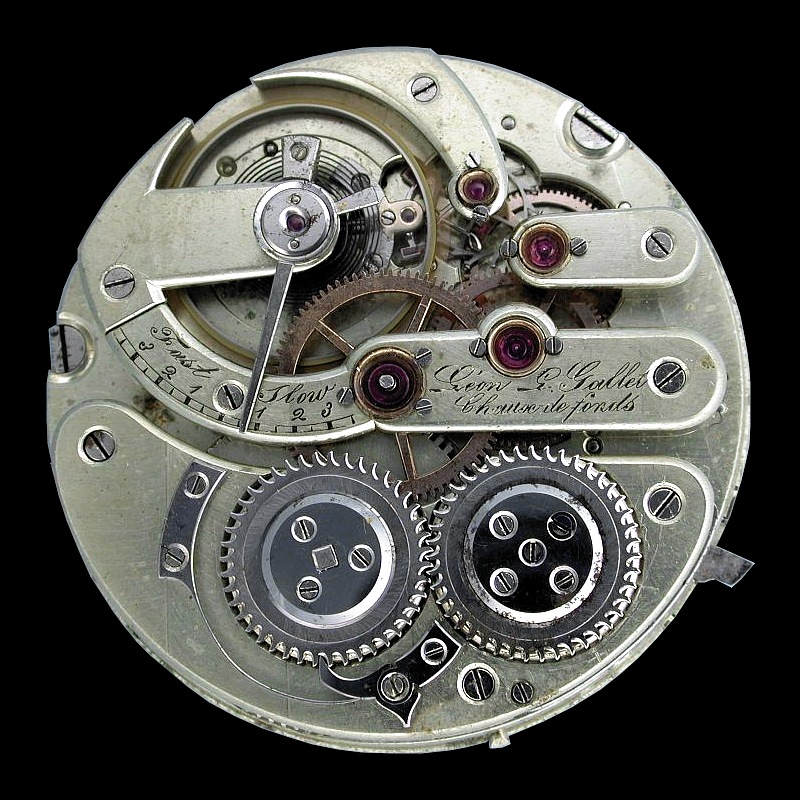
Movimiento de reloj de bolsillo extrafino de Léon L. Gallet (aprox. 1879): volante bimetálico con compensación de temperatura, espiral de estilo Breguet, regulador de cronómetro patentado, engastes de joyas en oro macizo, cuerda de diente de lobo, enjoyado en el centro

Hijo de Julien Gallet (1806-1849), quien trasladó el negocio familiar de relojería de Ginebra, Suiza, al distrito manufacturero de La Chaux-de-Fonds en 1826, Léon L. Gallet fue responsable de la creación de numerosas marcas de relojes suizos y estadounidenses. Entre estas se encontraba la prestigiosa Fabrique Electa, que se convirtió en la línea de lujo del departamento de joyería de los grandes almacenes Macy's de la ciudad de Nueva York durante el primer cuarto del siglo XX. También estableció las marcas National Park, Continental Watch Company, Jerome Park, Bridgeport, Eureka, Commodore, Union Square y Lady Racine. Si bien la apariencia y la función de muchos de los relojes de Gallet se adaptaron a los gustos de los consumidores estadounidenses, todos los movimientos de estos relojes estaban fabricados en Suiza.
Desempeñó un papel filantrópico en la vida empresarial, cultural y social de su ciudad natal. Además de su destacado cargo como miembro de la legislatura de Neuchâtel y del Consejo de La Chaux-de-Fonds, fue durante muchos años presidente de la Société des Amis des Arts (Sociedad de Bellas Artes) y Gran Maestro de la Masonería. Junto con Louis y Jules Courvoisier, Ernest Francillon de Longines y Constant Girard-Perregaux, Léon Gallet fundó la Société Intercantonale des Industries du Jura (la Sociedad Intercantonal de las Industrias del Jura) en 1876. El objetivo de esta organización era contribuir a la promoción y distribución de los productos del Valle de los Relojes de Suiza, a la vez que hacía frente a la creciente amenaza de la competencia en los mercados europeos por parte de los fabricantes de relojes estadounidenses.
A su fallecimiento en 1899, Léon Gallet legó 43.000 francos suizos (equivalentes a 1.000.000 de francos suizos o aproximadamente 1.000.000 de dólares estadounidenses en 2020) a su ciudad natal, La Chaux-de-Fonds, de los cuales 25.000 francos suizos se destinaron a la construcción del Musée International d'Horlogerie (Museo Internacional de Relojería). Donada por Georges, hijo de Léon Gallet, la colección del museo se inició con más de 100 de los relojes más complejos y valiosos de Gallet, incluyendo el primer reloj de pulsera del mundo producido para el consumo masivo en 1892. El resto de los fondos legados se destinó a la construcción del Museo de Bellas Artes de La Chaux-de-Fonds, diseñado por el reconocido pintor Charles l’Eplattenier y el arquitecto René Chapallaz, profesor de arquitectura de Le Corbusier.

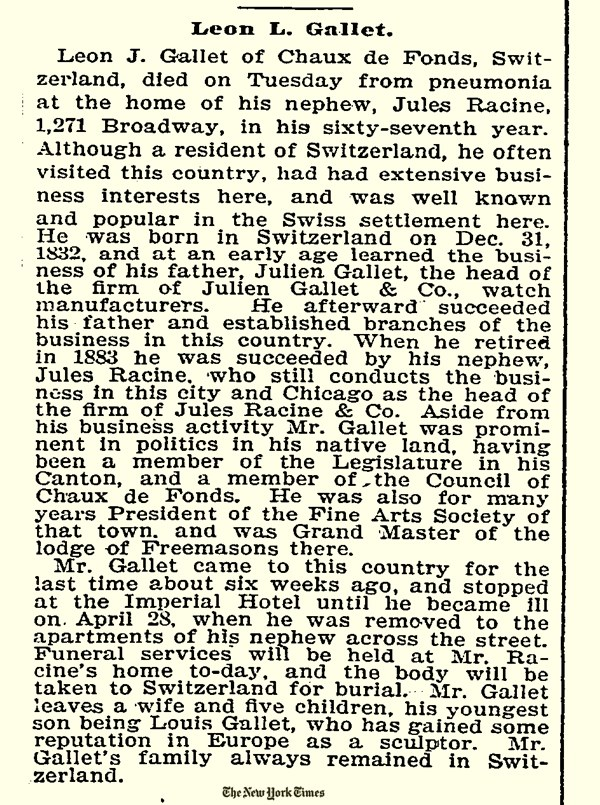
Obituario de Leon L. Gallet - The New York Times, 11 de mayo de 1899

Antes de su fallecimiento, Léon Gallet encargó a René Chapallaz el diseño de la "Villa Gallet". Situada en el "Parc Gallet", al sur de La Chaux-de-Fonds, la "Villa Gallet" aún conserva su nombre original y se considera una importante contribución histórica al movimiento modernista suizo de finales del siglo XIX.

## Industrialización del sector relojero suizo
Cualquier estudio sobre la industrialización del siglo XIX en el "Valle de los Relojes" de Suiza no está completo sin mencionar el papel del relojero y empresario Léon L. Gallet.
En los años posteriores a la guerra civil estadounidense, se produjo un importante cambio en la concentración de la producción en Norteamérica, pasando de la agricultura a la industria. Con este cambio se produjeron grandes avances en la manufactura, ya que las grandes fábricas reemplazaron a los pequeños talleres, y la producción a gran escala de artículos con piezas intercambiables desplazó rápidamente la artesanía menos eficiente. Un beneficiario inmediato de este progreso fue la industria relojera estadounidense, ya que las fábricas del norte alimentadas por máquinas de vapor alimentadas por carbón comenzaron a producir cientos de relojes de alta calidad al día. En el horizonte para estas empresas recién creadas se encontraba la inevitable expansión más allá de sus fronteras nacionales para entrar en competencia directa con la industria relojera suiza.
Léon L. Gallet y Ernest Francillon de Longines, dos relojeros suizos que vendían activamente sus productos en Norteamérica, previeron el futuro. Reconociendo que la única manera de que los pequeños talleres del "Valle de los Relojes" suizo pudieran competir contra la creciente amenaza que representaban los grandes fabricantes estadounidenses, era uniéndose. Gallet y Francillon crearon una nueva organización: la Société Intercantonale des Industries du Jura (Sociedad Intercantonal de Industrias del Jura), con el fin de aunar las fortalezas individuales de las numerosas casas relojeras independientes de la región en una poderosa entidad cooperativa.
Sin embargo, a pesar de la formación de esta nueva organización, las advertencias de Gallet y Francillon fueron recibidas con escepticismo por los demás miembros del grupo. Décadas de éxito como principal proveedor mundial de relojes de alta gama habían generado un sentimiento de autocomplacencia en la industria relojera de Suiza. El 10 de mayo de 1876 se inauguró la gran Exposición Universal de Filadelfia para celebrar el centenario del nacimiento de los Estados Unidos. Entre las numerosas exhibiciones se encontraba la prueba irrefutable de la superioridad manufacturera de empresas estadounidenses como Waltham y Elgin, cada una capaz de terminar cientos de relojes al día.
Jacques David, relojero y diseñador de máquinas suizo, fue enviado a los Estados Unidos por Ernest Francillon para presenciar la exposición de primera mano e informar de sus hallazgos a la Sociedad Intercantonal. Léon L. Gallet lo siguió poco después, llegando a Filadelfia al mes siguiente. Lo que ambos presenciaron en la exposición confirmó aún más las preocupaciones de Gallet y Francillon.
A su regreso a Suiza en noviembre, Jacques David redactó un extenso y detallado informe sobre los hallazgos de los dos visitantes enviados a la exposición para la Sociedad Intercantonal de las Industrias del Jura. Si bien el informe de David ayudó a despertar a la industria relojera suiza de su cómoda complacencia, se necesitaban mayores ingresos para que los miembros de la Sociedad iniciaran los desarrollos necesarios para afrontar estos nuevos desafíos.
Para cuando la Exposición de Filadelfia se inauguró al público en 1876, Léon L. Gallet ya contaba con oficinas de ventas establecidas en Nueva York y Chicago, con más de diez años de experiencia. Había realizado personalmente numerosos viajes oceánicos para entregar sus mercancías y gestionar sus negocios. Además de su profundo conocimiento de la creciente amenaza que representaba la competencia mundial de las manufacturas estadounidenses, Gallet comprendía los gustos del consumidor estadounidense y las oportunidades que el Nuevo Mundo ofrecía también a los relojeros del Jura.
Con los recursos conjuntos disponibles de los demás fabricantes miembros de la Sociedad Intercantonal, Gallet decidió afrontar la competencia directamente. La creciente base de consumidores estadounidenses no solo podría brindar oportunidades para aumentar las ventas de relojes suizos, sino que estas ventas podrían generar los ingresos necesarios para afrontar los desafíos competitivos previstos en Europa. Utilizando sus propios movimientos, así como componentes de amigos como Auguste Agassiz, Ernest Francillon, Constant Girard-Perregaux, Jules Jeanneret y Louis y Jules Courvoisier, Gallet inició la producción de 30 nuevas marcas de relojes, la mayoría diseñadas específicamente para satisfacer el gusto del consumidor estadounidense.
En poco tiempo, las exportaciones de relojes suizos a Estados Unidos aumentaron rápidamente, ampliando considerablemente el alcance de los relojeros, cuyo mercado anterior se limitaba únicamente a las economías locales. Como resultado, las actividades de marketing de Leon L. Gallet en Estados Unidos contribuyeron a proporcionar el capital necesario para que los relojeros de la región del Jura se industrializaran y superaran con éxito uno de los mayores desafíos en la historia de la relojería suiza.